# カリンガスタ

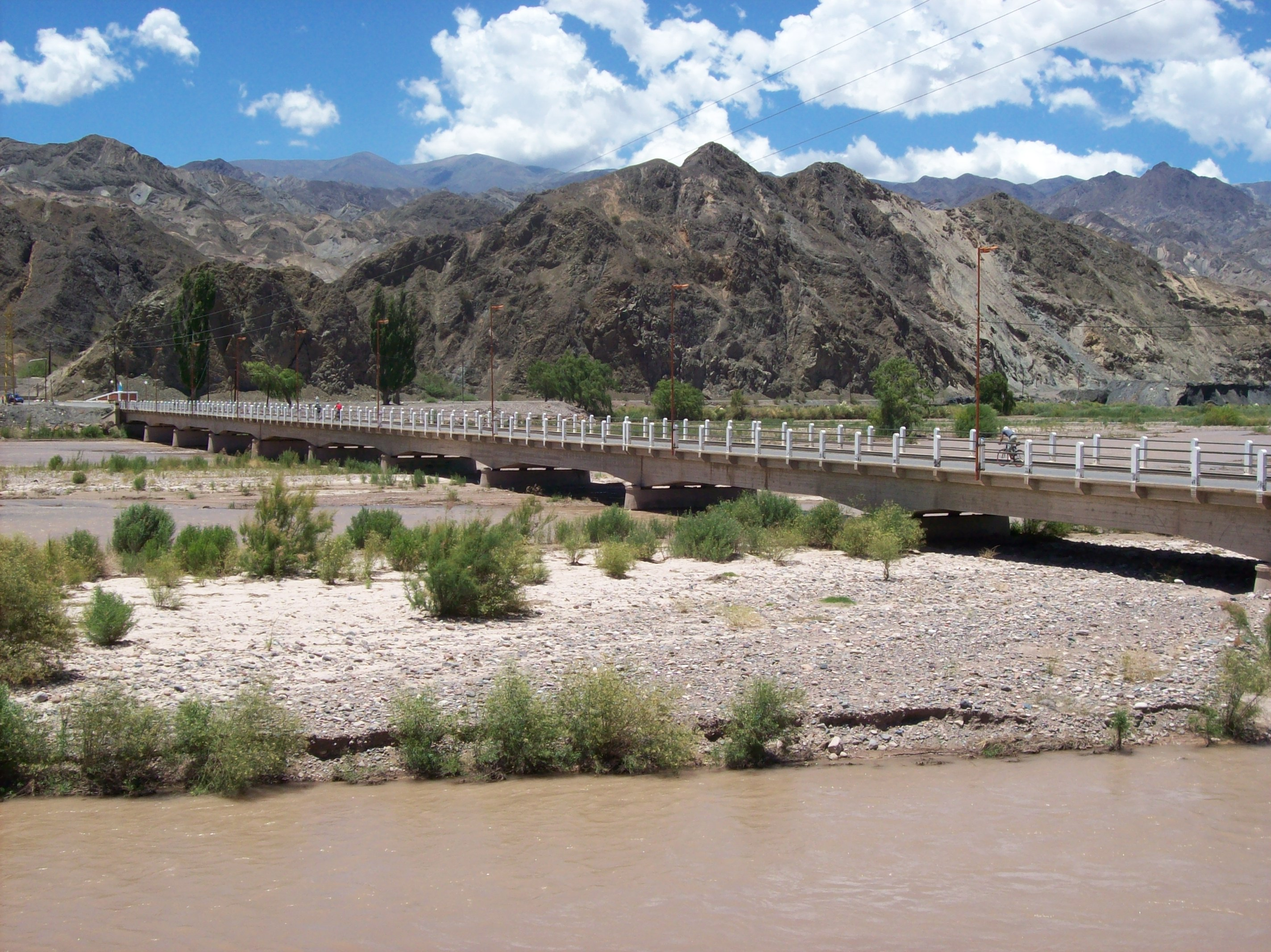
カリンガスタの入り口、パトス川に架かる橋

カリンガスタ （スペイン語: Calingasta） は、南アメリカ大陸のアルゼンチン・サン・フアン州の小さな村。チリに近いアルゼンチン中央の西部、アンデス山脈の東側の麓で、標高は1,500mのところに位置し、東部にパトス川が南北に流れる。アルゼンチンの首都ブエノスアイレスからは西へ約1,100キロ離れている。2001年現在、中心部の人口は2,039人。街は1880年以降、首都ブエノスアイレスの近代化に伴い、スペイン系移民などによって築かれている。

## 交通
サンファン州の州都、サンファン（San Juan）から、アルゼンチン国道40号線・地方道436号線を経由して、149号線でアクセスできる。

## 気候
冬の気温は氷点下になる。